# Ruggero Razza
Ruggero Razza (ur. 23 września 1980 w Mediolanie) – włoski polityk, prawnik i samorządowiec, poseł do Parlamentu Europejskiego X kadencji.

## Życiorys
Kształcił się w szkole wojskowej Scuola militare „Nunziatella” w Neapolu, następnie ukończył studia prawnicze na Uniwersytecie w Katanii. Uzyskał uprawnienia adwokata, podejmując praktykę w zawodzie i specjalizując się w sprawach karnych. Działał w Azione Giovani, młodzieżówce Sojuszu Narodowego. Wchodził też w skład kierownictwa ugrupowania La Destra. W 2012 był asesorem i wiceprzewodniczącym zarządu prowincji Katania. W listopadzie 2017 objął funkcję asesora do spraw zdrowia w zarządzie regionalnym Sycylii, którym kierował Nello Musumeci; stanowisko to zajmował do listopada 2022.
W wyborach w 2024 z ramienia partii Bracia Włosi uzyskał mandat posła do Parlamentu Europejskiego X kadencji (gdy Giorgia Meloni zrezygnowała z jego objęcia).